# Eontia ponderosa
Eontia ponderosa is een tweekleppigensoort uit de familie van de Noetiidae. De wetenschappelijke naam van de soort is voor het eerst geldig gepubliceerd in 1822 door Say.